# Fantômette
Pour la série télévisée, voir Fantômette (série télévisée).
Fantômette est une série française de cinquante-trois romans pour la jeunesse créée par Georges Chaulet et publiée en France de 1961 à 2011 aux éditions Hachette dans la collection « Bibliothèque rose ». La série, mêlant action, humour et fantaisie, a été adaptée à la télévision et en bande dessinée.

## L'auteur de la série
En 1957, Georges Chaulet (1931-2012) vient proposer aux éditions Hachette sa première série, Les 4 As super-détectives. Mais Hachette refuse, venant d'acquérir les droits des œuvres d'Enid Blyton et notamment du Club des cinq. Ce sont finalement les éditions Casterman qui la publient. Très vite, Les 4 As devient une série de bande dessinée. 
Fort de ce premier succès, Georges Chaulet propose une nouvelle série aux éditions Hachette qui, cette fois, acceptent : Fantômette est née. Quarante-neuf volumes sont publiés de 1961 à 1987 dans la Bibliothèque rose. En 2006, pour célébrer les cent cinquante ans de la Bibliothèque rose et après dix-huit ans d'absence, Georges Chaulet écrit une cinquantième aventure de son héroïne-fétiche : Le Retour de Fantômette, et poursuit l'écriture de nouvelles histoires jusqu'en 2009. En 2011, alors qu'il supervise la nouvelle maquette de la collection et la modernisation des textes des premiers tomes, il publie une encyclopédie sur la série, comportant un roman inédit, Fantômette amoureuse.

## Liste des titres
1. 1961 : Les Exploits de Fantômette
2. 1962 : Fantômette contre le Hibou (juillet 1962)
3. 1963 : Fantômette contre le Géant (janvier 1963)
4. 1963 : Fantômette au carnaval (septembre 1963)
5. 1964 : Fantômette et l'Île de la sorcière (août 1964)
6. 1964 : Fantômette contre Fantômette
7. 1965 : Pas de vacances pour Fantômette
8. 1966 : Fantômette et la Télévision
9. 1966 : Opération Fantômette
10. 1967 : Les Sept Fantômettes
11. 1967 : Fantômette et la Dent du Diable
12. 1968 : Fantômette et son Prince
13. 1968 : Fantômette et le Brigand
14. 1969 : Fantômette et la Lampe merveilleuse
15. 1970 : Fantômette chez le Roi
16. 1970 : Fantômette et le Trésor du pharaon
17. 1970 : Fantômette et la Maison hantée
18. 1971 : Fantômette à la Mer de sable
19. 1971 : Fantômette contre la Main Jaune
20. 1972 : Fantômette viendra ce soir
21. 1972 : Fantômette dans le piège
22. 1973 : Fantômette et le Secret du désert
23. 1973 : Fantômette et le Masque d'argent
24. 1973 : Fantômette chez les Corsaires
25. 1974 : Fantômette contre Charlemagne
26. 1974 : Fantômette et la Grosse Bête
27. 1974 : Fantômette et le Palais sous la mer
28. 1975 : Fantômette contre Diabola
29. 1975 : Appelez Fantômette !
30. 1975 : Olé, Fantômette !
31. 1976 : Fantômette brise la glace
32. 1976 : Les Carnets de Fantômette
33. 1977 : C'est quelqu'un, Fantômette !
34. 1977 : Fantômette dans l'espace
35. 1977 : Fantômette fait tout sauter
36. 1978 : Fantastique Fantômette
37. 1978 : Fantômette et les 40 Milliards
38. 1979 : L'Almanach de Fantômette
39. 1979 : Fantômette en plein mystère
40. 1979 : Fantômette et le Mystère de la tour
41. 1980 : Fantômette et le Dragon d'or
42. 1981 : Fantômette contre Satanix
43. 1982 : Fantômette et la Couronne
44. 1982 : Mission impossible pour Fantômette
45. 1983 : Fantômette en danger
46. 1984 : Fantômette et le Château mystérieux
47. 1984 : Fantômette ouvre l'œil
48. 1985 : Fantômette s'envole
49. 1987 : C'est toi Fantômette !
50. 2006 : Le Retour de Fantômette
51. 2007 : Fantômette a la main verte
52. 2009 : Fantômette et le Magicien
53. 2011 : Fantômette amoureuse

## Thème de la série
Écolière brillante dans la ville (fictive) de Framboisy, Françoise Dupont mène une double vie car la nuit, elle devient Fantômette, justicière masquée. Elle parle un nombre considérable de langues, connaît la lecture labiale. Ficelle et Boulotte, ses deux meilleures amies, ne savent pas qui est Fantômette. Son chat s'appelle Méphisto. Le journaliste Œil-de-Lynx (de son vrai nom Pierre Dupont) fait partie des rares personnes à connaître son identité secrète. Ceci et le fait que Fantômette et Œil de Lynx possèdent le même patronyme, sont une curiosité que Georges Chaulet n'a jamais souhaité expliquer.
Dans nombre d'ouvrages de la série, le lecteur lui-même n'est pas informé explicitement de l'identité de l'héroïne : il est amené à deviner ce mystère, que les meilleures amies de Françoise sont incapables de résoudre.

### Habitudes du personnage
Fantômette ne prend jamais de vacances, mène une vie très active mais s'accorde à l'occasion quelques moments de nonchalance. Elle ne coopère pas directement avec les forces de l'ordre mais livre les bandits au commissariat dans plusieurs livres.
Si elle ne dispose pas de super-pouvoirs, Fantômette est très intelligente. Elle lit beaucoup, et s'adonne aux activités les plus diverses comme le kayak (Fantômette et l'Île de la Sorcière) et le ski (Fantômette et la Dent du Diable), qu'elle pratique parfaitement. Les premiers épisodes de la série montrent qu'elle possède une maîtrise certaine d'au moins un art martial.

### Amies
Françoise, Ficelle et Boulotte n'ont pas de famille, et la série n'explique jamais pour quelles raisons ces demoiselles d'une dizaine d'années (leur âge n'est jamais précisé) vivent seules, sans préoccupations matérielles autres que celles d'écolières banales.

### Ennemis récurrents
Fantômette se retrouve souvent à combattre le Masque d'Argent, personnage machiavélique et brillant scientifique, qui tient son nom du masque en acier dont il a recouvert son visage, à la suite d'un accident lui ayant laissé de graves séquelles. Il tente à plusieurs reprises de tuer Fantômette : dans Fantômette et le Masque d'argent, dans Fantômette brise la glace et dans Fantômette dans l'espace. Au nombre des ennemis de Fantômette, on compte également les espions de Névralgie (le colonel Pork, Kafar et Bébert).
Néanmoins ses plus grands adversaires restent le Furet et sa bande, composée d'Alpaga (personnage maniéré et toujours bien habillé qui se fait appeler « prince », alors qu'il n'a aucune ascendance noble) et Bulldozer, une grosse brute épaisse. Le Furet connu pour son intelligence et sa manie à échafauder de nouveaux plans pour se débarrasser de Fantômette et s'enrichir, n'est pas vraiment aidé par ses deux complices plutôt limités intellectuellement.
Si elle parvient toujours à contrecarrer leurs machinations, ses ennemis s'échappent inlassablement, relançant les aventures.

## Caractéristiques physiques de Fantômette
Quand Fantômette part en mission, elle porte toujours son costume classique : un bonnet à pompon (l'expression favorite de Fantômette est : « Mille pompons ! »), un loup noir, un justaucorps jaune en soie, des collants noirs, des ballerines rouges et une cape noire doublée de rouge maintenue par une agrafe en or en forme de F d'où sort une lame de canif quand elle exerce une pression dentaire dessus. Cet accessoire permet d'ailleurs à Fantômette de se délivrer de nombreuses fois de ses liens après avoir été ligotée. Elle est également armée d'un fin poignard florentin. Quand l'action de ses aventures se passe à Framboisy elle se déplace souvent sur une petite trottinette à moteur, qui lui permet de se déplacer de manière plus rapide.
Ce costume n'est d'ailleurs pas une invention de l'auteur, qui au début ne parle que « d'un costume de soie noire et d'une cape », mais de la première illustratrice de la série, Jeanne Hives : une tenue reprise par ses successeurs, en particulier Josette Stéfani.

## Les illustrateurs
Plusieurs dessinateurs se sont succédé : Jeanne Hives, Josette Stéfani, Philippe Daure, Claire Lhermey, Anne Hofer, Matthieu Blanchin, plus récemment Patrice Killoffer, et enfin Laurence Moraine dont les illustrations ont été promues auprès des éditions Hachette par Georges Chaulet lui-même.

## Adaptations

### Série télévisée
La série a été adaptée une première fois en prises de vues réelles en 1993 (21 épisodes de 24 minutes). Elle reprend les protagonistes des romans mais dans des aventures inédites.

### Série animée
Une série d'animation en 26 épisodes de 25 minutes est produite en 1999. L'ambiance et l'univers sont fondamentalement différents de l'œuvre littéraire. L'action se situe dans une métropole internationale appelée Furtive-Ville au lieu de la petite ville française de Framboisy. Les jeunes protagonistes se voient dotées de familles, voire de parents, alors qu'elles sont autonomes dans les romans (ainsi, Œil-de-Lynx  devient le frère de Ficelle et Boulotte alors que dans les livres, ils n'ont absolument aucun lien de parenté). Françoise est même chargée d'un lourd passé familial significatif (des parents égyptologues décédés), inexistant dans les livres.
Boulotte n'a plus de lien obsessionnel avec la nourriture, mais elle cultive une passion pour les animaux. Quant à Ficelle, elle semble avoir une intelligence bien plus développée que dans les livres. Pour ce qui est du graphisme, la Fantômette du dessin animé est fortement inspirée des dessins animés américains du moment tels que Batman.

### Bande dessinée
Une série de bande dessinée, scénarios de Georges Chaulet, dessins de François Craenhals et Endry, est parue de 1982 à 1985 (4 albums).

### Théâtre
Une pièce de théâtre, Fantômette, de Béatrice Courtois, est tirée de trois livres de la série. Le tout est joué par une seule actrice, elle-même, accompagnée de beaucoup de musique.

## Autour de la série
Fantômette apparaît à la fin du film La Femme invisible (2009), d'Agathe Teyssier, sous les traits de Jeanne Balibar.
Elle est aussi une inspiration pour la série Miraculous (2015) où le collège où Marinette, l'héroïne, étudie se nomme Françoise Dupont, et le méchant a un masque plutôt argenté,.
Fantômette apparaît dans le film L'île rouge (2023) de Robin Campillo. Fantômette était l'une des lectures du réalisateur quand il était enfant. Dans le film, elle représente pour le personnage de Thomas une forme d’indépendance. Robin Campillo a utilisé des maquettes pour recréer l’univers de Georges Chaulet, ainsi que des masques pour les personnages comme on pouvait en voir dans les séries enfantines de l’ORTF. « À l’époque déjà je trouvais ces masques à la fois familiers et angoissants. Les épisodes de Fantômette font écho à d’autres éléments du film sans pour autant chercher à y répondre tout à fait. Ce sont des bribes de fiction qui viennent parasiter la narration principale, comme un livre qu’on est en train de lire colore le quotidien ».